# Szabadalmi ügyvivő
A szabadalmi ügyvivő megfelelő képzettségű személy, akinek a feladata, hogy ügyfelét iparjogvédelmi ügyben jogai érvényesítéséhez és kötelezettségei teljesítéséhez hozzásegítse. Ennek során iparjogvédelmi ügyekben megbízás vagy kirendelés alapján jogi képviseletet lát el az illetékes bíróságok és más hatóságok előtt, beadványokat, szerződéseket és egyéb okiratokat szerkeszt, valamint iparjogvédelmi ügyekben kutatásokat végez, szakvéleményt, tanácsot és tájékoztatást ad.
 Ha iparjogvédelmi ügyben a fél számára kötelező a jogi képviselet, e követelménynek megfelel az is, ha a felet szabadalmi ügyvivő képviseli.

## Története Magyarországon
Az 1870-es évektl létrejöttek Magyarországon olyan irodák, amelyek szabadalmak "kieszközlésével" foglalkoztak. Az önálló magyar szabadalmi rendszert az 1895. évi XXXVII. törvény teremtette meg, amely az ügyvédeket és a szabadalmi ügyvivőket jogosította fel arra, hogy ügyfeleket képviseljenek a szabadalmi hivatal előtt. 1900-ban hozták létre a Magyar Hites Szabadalmi Ügyvivők Testületét, mint szakmai érdekvédelmi szervezetet. A szabadalmi ügyvivők 1949-ig kizárólag magánirodákban működtek. 1949-ben állami irodát hoztak létre. Magánpraxist már csupán néhány szabadalmi ügyvivő folytathatott, akik 1970-től ügyvédi munkaközösségek alkalmazottaivá váltak. A szabadalmi ügyvivői magántevékenység jogi lehetőségét a jelenleg hatályos 5/1976. (III. 30.) MT rendelet szüntette meg, amely elvben lehetővé tette szabadalmi ügyvivői munkaközösségek szervezését. 
Az 1990-es években a korábbi állami iroda gazdasági társasággá (kft-vé) alakult át, míg az ügyvédi munkaközösségekből kivált szabadalmi ügyvivők szabadalmi ügyvivői munkaközösségeket alakíthattak és így folytathatták a működésüket. 

## A szabadalmi ügyvivő által ellátható iparjogvédelmi ügyek
A szabadalmi ügyvivők által ellátható iparjogvédelmi ügyek fajtáit az 1995. évi XXXII. törvény 1. § (1) és (3) bek. sorolja fel. 

## A szabadalmi ügyvivői működés feltételei
- Szabadalmi ügyvivőként az működhet, aki a Magyar Szabadalmi Ügyvivői Kamara tagja.[4]
- A Kamarába való felvételre jogosult, aki
  - a) magyar állampolgár, valamely EGT-állam állampolgára, letelepedett vagy bevándorló;
  - b) büntetlen előéletű;
  - c) mérnöki vagy azzal egyenértékű természettudományi szakos egyetemi oklevéllel rendelkezik; és
  - d) szabadalmi ügyvivői vizsgát tett.[5]

## A szabadalmi ügyvivői működés szervezeti keretei
Ügyfelek képviseletével foglalkozó szabadalmi ügyvivői tevékenységet csak az folytathat, aki rendelkezik a Kamara engedélyével. Működhet egyéni szabadalmi ügyvivőként, szabadalmi ügyvivői irodában,
- Gazdálkodó szervezet saját iparjogvédelmi feladatainak és képviseletének ellátására szabadalmi ügyvivőt foglalkoztathat.[7]

### A szabadalmi ügyvivői iroda
A szabadalmi ügyvivői iroda  a szabadalmi ügyvivőkről szóló 1995. évi XXXII. törvény szerint - szabadalmi ügyvivők jogi személyiséggel rendelkező szervezete, amelynek legalább 2 szabadalmi ügyvivő tagja van.  A szabadalmi ügyvivői iroda szabadalmi ügyvivőt alkalmazottként is foglalkoztathat.  Az ügyfél képviseletében a szabadalmi ügyvivői irodának adott megbízás vagy kirendelés alapján mind a szabadalmi ügyvivő tag, mind a szabadalmi ügyvivő alkalmazott eljárhat.  A szabadalmi ügyvivői iroda a Magyar Szabadalmi Ügyvivői Kamara által történő nyilvántartásba vétellel jön létre, és alapszabálya szerint működik. A szabadalmi ügyvivői iroda a működését csak a nyilvántartásba vételt követően kezdheti meg. 
A szabadalmi ügyvivői irodát a vezető képviseli.  A szabadalmi ügyvivői iroda legfőbb szerve a tagok összességéből álló taggyűlés; a taggyűlés kizárólagos hatáskörébe tartozik az alapszabály megállapítása és módosítása, a vezető megválasztása, új tag felvétele, döntés a tag kizárásáról, valamint döntés az iroda megszűnéséről. 

A szabadalmi ügyvivői iroda alirodát tarthat fenn. A szabadalmi ügyvivői iroda a nyilvántartásból való törléssel szűnik meg.

### A szabadalmi ügyvivői társaság
A szabadalmi ügyvivői társaság sajátos gazdasági társaság, amely a szabadalmi ügyvivőkről szóló 1995. évi XXXII. törvényben meghatározott iparjogvédelmi képviseleti feladatok elvégzésére jöhet létre. A cégjegyzékbe bejegyzett szabadalmi ügyvivői társaságnak - a cégbírósági bejegyzést követő harminc napon belül - kérnie kell a Kamaránál a nyilvántartásba vételét. A szabadalmi ügyvivői társaság működését csak a kamarai nyilvántartásba vételt követően kezdheti meg.
- A szabadalmi ügyvivői társaságban akkor végezhető ügyvivői tevékenység, ha
  - a) a társaság kizárólag szabadalmi ügyvivői feladatokat lát el,
  - b) a társaságnak csak természetes személy tagjai vannak, akik közül legalább két tag szabadalmi ügyvivő,
  - c) a társaság jegyzett tőkéjének legalább háromnegyed részét a szabadalmi ügyvivő tagok vagyoni hozzájárulásai teszik ki, akik a társaságban legalább ilyen arányú szavazati joggal is rendelkeznek,
  - d) a szabadalmi ügyvivői társaság vezető tisztségviselője és tisztségviselőinek legalább háromnegyed része a szabadalmi ügyvivő tagok közül kerül ki. [18]
- A szabadalmi ügyvivői társaság szabadalmi ügyvivőt alkalmazottként is foglalkoztathat. [19]